# Manuel Seco
Manuel Seco Reymundo (Madrid, 20 de septiembre de 1928-16 de diciembre de 2021) fue un lexicógrafo, filólogo, lingüista español, también fue un miembro de la Real Academia Española (1980-2021) español. Es el autor del Diccionario de dudas y dificultades de la lengua española y director y coautor del Diccionario del español actual.

## Biografía
Hijo de Rafael Seco Sánchez (1895-1933), profesor de la Universidad de Madrid y autor del Manual de gramática española publicado en 1930, con reediciones de su hijo en 1954 y 1988, su hijo Manuel todavía era un niño de cinco años cuando su padre falleció en 1933. Pasó dos años de la guerra civil española en Southampton (Gran Bretaña), familiarizándose con la lengua inglesa. Su madre fue Carmen Reymundo Mariño, nacida en Madrid el 8 de octubre de 1893, hija del farmacéutico José María Reymundo Arroyo, presidente del Colegio de Farmacéuticos de Madrid los años 1896 y 1897. 
En 1952, fue licenciado en Filología Románica por la Universidad Central, doctorándose en 1969. Catedrático, por oposición, de Lengua y Literatura Españolas de institutos de enseñanza media en 1960, ejerció en centros de Ávila, Guadalajara y Madrid. Académico desde el 5 de abril de 1979, tomó posesión el 23 de noviembre de 1980 con el discurso de ingreso titulado Las palabras en el tiempo: los diccionarios históricos ocupando el asiento correspondiente a la letra A. Fue director del departamento de Lexicografía de la Real Academia Española entre los años 1981 y 1993, así como de su diccionario histórico. En septiembre de 2008, en el III Congreso de Lexicografía Hispánica, celebrado en Málaga, se le tributó un homenaje en reconocimiento a su labor lexicográfica. Es autor de una extensa bibliografía, de la que pueden destacarse el Diccionario de dudas y dificultades de la lengua española y el Diccionario histórico de la lengua española, obra conjunta con Rafael Lapesa, Julio Casares y Vicente García de Diego y el Diccionario del español actual.

## Cargos honorarios

### España
Ha sido miembro de la Junta de Patronato de la Fundación Menéndez Pidal. Fue el primer presidente y luego el presidente de honor de la Asociación Española de Estudios Lexicográficos.

### Colombia
Ha sido nombrado miembro honorario de la Academia Colombiana de la Lengua, del Instituto Caro y Cuervo de Santa Fe de Bogotá.

### Bolivia
Investigador honorario del Instituto Boliviano de Lexicografía de La Paz. Socio honorario de la Asociación de Profesores de Español.

## Premios
- En 1969, obtuvo el premio Rivadeneira de la Real Academia Española por su trabajo Arniches y el habla de Madrid.
- En 1999, recibió el premio de Cultura de la Comunidad de Madrid.
- Gran Cruz de la Orden Civil de Alfonso X el Sabio.[3]
- Premio Internacional Menéndez Pelayo en 2015.

## Obras
Entre sus obras más importantes figuran:
- Gramática esencial del español: introducción al estudio de la lengua (1972)
- Manual de gramática española (1973)
- Diccionario de dudas y dificultades de la lengua española (1986)
- Estudios de lexicografía española (1987)
- Vox diccionario manual ilustrado de la lengua española (1991)
- La lengua española, hoy (1995)
- Diccionario de dudas de la Real Academia Española (1999)
- Diccionario del español actual (1999) y Diccionario abreviado del español actual (2000), con Olimpia Andrés y Gabino Ramos.[4]
- Metodología de la lengua y literatura españolas en el Bachillerato (2002)
- Diccionario de dudas y dificultades (2002) tomos 3 y 4 de Biblioteca de la lengua
- Gramática esencial del español / I. La lengua II. Los sonidos III. Las frases y las palabras (2002) tomo 6 de Biblioteca de la Lengua
- Gramática esencial del español / III. Las frases y las palabras (contiuación) IV. El uso (2002) tomo 7 de Biblioteca de la Lengua
- Diccionario fraseológico documentado del español actual (2004)

| Predecesor: Vicente García de Diego | Académico de la Real Academia Española Sillón A 1980 – 2021 | Sucesor: Pedro Cátedra García |